# Sphaerodactylus levinsi
Sphaerodactylus levinsi är en ödleart som beskrevs av  Harold Heatwole 1968. Sphaerodactylus levinsi ingår i släktet Sphaerodactylus och familjen geckoödlor. Inga underarter finns listade i Catalogue of Life.